# Kacper Sezonienko
Kacper Sezonienko, né le 23 mars 2003 à Ostróda en Pologne, est un footballeur polonais qui évolue au poste d'avant-centre au Lechia Gdańsk.

## Biographie

### Carrière en club
Né à Ostróda en Pologne, Kacper Sezonienko est formé par le club de sa ville natale, l'AP Ostróda avant de rejoindre le Lechia Gdańsk. Il commence toutefois sa carrière professionnelle avec le Bytovia Bytów, où il est prêté le 14 août 2020 pour une saison.
De retour au Lechia Gdańsk à la fin de son prêt à l'été 2021, il joue son premier match en équipe première, jouant par la même occasion son premier match dans l'Ekstraklasa, l'élite du football polonais, le 8 août 2021 contre le Śląsk Wrocław. Il entre en jeu à la place de Joseph Ceesay (en) et les deux équipes se neutralisent (1-1). Le 28 décembre 2021, Sezonienko prolonge son contrat avec le Lechia Gdańsk jusqu'en juin 2025,.

### En sélection
Kacper Sezonienko représente l'équipe de Pologne des moins de 17 ans, sélection avec laquelle il joue trois matchs, tous en 2020. Il inscrit un but lors d'un match amical contre la Norvège (score : 2-2).
En octobre 2021, il est convoqué pour la première fois avec l'équipe de Pologne espoirs. Sezonienko joue finalement son premier match avec les espoirs le 1er juin 2024, lors d'un match amical contre la Macédoine du Nord. Il entre en jeu et son équipe est battue par deux buts à un.